# (3303) Merta
(3303) Merta (1967 UN) – planetoida z pasa głównego asteroid okrążająca Słońce w ciągu 4,94 lat w średniej odległości 2,9 j.a. Odkrył ją Luboš Kohoutek 30 października 1967 roku.